# ATC code V03
ATC code V03 تمامی محصولات درمانی دیگر  زیرگروهی درمانی از سیستم طبقه‌بندی شیمیایی درمانی آناتومیک است. این سیستمِ متشکل از کدهای حرفی‌عددی را سازمان جهانی بهداشت برای طبقه‌بندی داروها و سایر تولیدات پزشکی ایجاد کرده است. زیرگروه V03 جزوی از گروه آناتومیک V متفرقه است.

کدهای مورد استفاده در دامپزشکی (کدهای ATCvet) را می‌توان با گذاشتن حرف Q جلو کدهای انسانی ATC ایجاد کرد: مثلاً QV03. کدهای ATCvet که فاقد کدهای انسانی متناظر ATC هستند، در فهرست ذیل با حرف آغازین Q ذکر شده‌اند.
ممکن است نسخه‌های ملی از طبقه‌بندی ATC حاوی کدهای اضافه‌ای باشند که در این فهرست (نسخهٔ سازمان جهانی بهداشت) نیامده باشند.

## V03A تمامی محصولات درمانی دیگر

### V03ABپادزهرها
V03AB01 ایپکاکوانا
V03AB02 نالورفین
V03AB03 اتیلن دی آمین تترا استیک اسید
V03AB04 پرالیدوکسیم
V03AB05 Prednisolone and promethazine
V03AB06 تیوسولفات
V03AB08 سدیم نیتریت
V03AB09 دیمرکاپرول
V03AB13 ابی دوکسیم
V03AB14 پروتامین
V03AB15 نالوکسان
V03AB16 اتانول
V03AB17 متیلن بلو
V03AB18 پتاسیم پرمنگنات
V03AB19 فیزوستیگمین
V03AB20 Copper sulfate
V03AB21 پتاسیم یدید
V03AB22 آمیل نیتریت
V03AB23 استیل‌سیستئین
V03AB24 Digitalis antitoxin
V03AB25 فلومازنیل
V03AB26 متیونین
V03AB27 ۴-دی‌متیل‌آمینوفنول
V03AB29 Cholinesterase
V03AB31 نیل فرنگی
V03AB32 گلوتاتیون
V03AB33 هیدروکسوکبالامین
V03AB34 فومه‌پیزول
V03AB35 Sugammadex
V03AB36 فنتولامین
V03AB37 Idarucizumab
QV03AB90 Atipamezole
QV03AB91 Sarmazenil
QV03AB92 Diprenorfin
QV03AB93 یوهمبین
QV03AB94 تولازولین

### V03ACعامل‌های چنگالهٔآهن
V03AC01 دفروکسامین مسیلات
V03AC02 دفریپرون
V03AC03 دفراسیروکس

### V03AE داروهای درمانهایپرکالمیوhyperphosphatemia
V03AE01 پلی استایرن سولفونات
V03AE02 Sevelamer
V03AE03 کربنات لانتان
V03AE04 Calcium acetate and magnesium carbonate
V03AE05 Sucroferric oxyhydroxide
V03AE06 Colestilan
V03AE07 استات کلسیم
V03AE08 Ferric citrate
V03AE09 Patiromer calcium

### V03AF Detoxifying agents for antineoplastic treatment
V03AF01 مسنا
V03AF02 Dexrazoxane
V03AF03 فولینیک اسید
V03AF04 فولینیک اسید
V03AF05 آمیفوستین
V03AF06 فولینیک اسید
V03AF07 راسبوریکاز
V03AF08 پالیفرمین
V03AF09 Glucarpidase
V03AF10 فولینیک اسید

### V03AG داروهای درمانهایپرکلسمی
V03AG01 Sodium cellulose phosphate

### V03AH داروهای درمانهیپوگلیسمی
V03AH01 دیازوکساید

### V03AN Medical gases
V03AN01 اکسیژن
V03AN02 کربن دی‌اکسید
V03AN03 هلیوم
V03AN04 نیتروژن
V03AN05 Medical جو زمین

### V03AX  محصولات درمانی دیگر
V03AX02 Nalfurafine
V03AX03 کوبیسیستات

### V03AZ Nerve depressants
V03AZ01 اتانول